# Nagy István (rövidtávfutó)
Nagy István (Heves, 1959. április 28.) magyar rövidtávfutó (100 és 200 méter).

## Pályafutása
Hét alkalommal nyerte meg a szabadtéri magyar bajnokságot, de 6 alkalommal elvitte a 60 és 200 méter aranyérmét is a fedett pályás magyar bajnokságokon.
Részt vett az 1980-as moszkvai olimpiai játékokon is 100 és 200 méteren, de nem jutott tovább a negyeddöntőnél egyik versenyszámban sem.
Az 1981-es diák-világbajnokságon 200 méteren ezüstérmet nyert.
Az 1982-es atlétikai Európa-bajnokságon 200 méteren indult, ahol az 5. helyet sikerült megszereznie.
Két érme van a fedett pályás atlétikai Európa-bajnokságokról.

## Eredményei
| Év   | Esemény                        | Helyszín               | Helyezés   | Versenyszám        |
| ---- | ------------------------------ | ---------------------- | ---------- | ------------------ |
| 1981 | Universiade                    | Bukarest, Románia      | ezüstérmes | 200 m              |
| 1982 | Fedett pályás Európa-bajnokság | Milánó, Olaszország    | ezüstérmes | 200 m              |
| 1982 | Szabadtéri Európa-bajnokság    | Athén, Görögország     | 5.         | 200 m              |
| 1983 | Fedett pályás Európa-bajnokság | Budapest, Magyarország | bronzérmes | 200 m              |
| 1987 | Világbajnokság                 | Róma, Olaszország      | 6.         | 4 × 100 m-es váltó |

## Egyéni legjobbjai
Szabadtér
| Táv       | Idő   | Hely    | Dátum               |
| --------- | ----- | ------- | ------------------- |
| 100 méter | 10,26 | Miskolc | 1987. augusztus 20. |
| 200 méter | 20,59 | Miskolc | 1987. augusztus 21. |

Fedett pálya
| Táv       | Idő   | Hely     | Dátum             |
| --------- | ----- | -------- | ----------------- |
| 200 méter | 20,84 | Budapest | 1985. február 24. |